# Займище (Ростовская область)
Займище — посёлок в Зерноградском районе Ростовской области России. Входит в состав Гуляй-Борисовского сельского поселения.
Население 157 человек.

## География

### Улицы
- ул. Молодёжная,
- ул. Полевая,
- ул. Школьная,
- пер. Мирный,
- пер. Речной.

## История
В 1987 г. указом ПВС РСФСР поселку первой фермы совхоза «Победа» присвоено наименование Займище.

## Население
| 2010 |
| ---- |
| 174  |